# Pareas iwasakii
Pour les articles homonymes, voir Iwasaki.
Espèce
Synonymes
- Amblycephalus formosensis subsp. iwasakii Maki, 1937[2]

Statut de conservation UICN

 NT  : Quasi menacé
Pareas iwasakii est une espèce de serpents de la famille des Pareatidae endémique de deux petites îles du sud du Japon. 
Son nom rend hommage au météorologiste Takuji Iwasaki (en). Ce petit serpent consomme uniquement des escargots, notamment ceux du genre Satsuma (en). Son adaptation morphologique à attaquer les escargots à coquille orientée vers la droite a conduit à sélectionner ceux à coquille orientée vers la gauche.

## Écologie et répartition

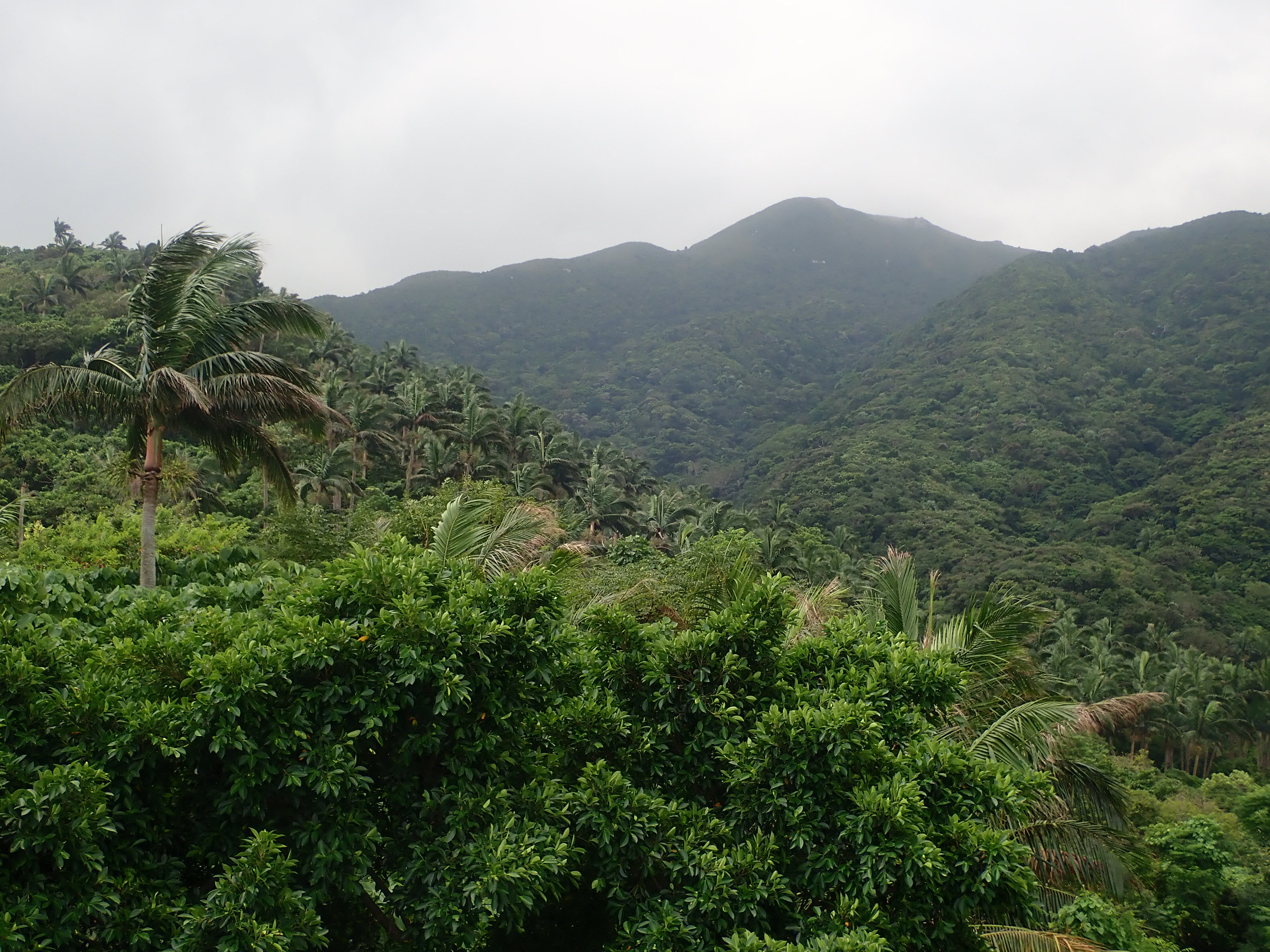
Forêt humide à palmiers Satakentia liukiuensis du mont Fukaiomotodake de l'île Ishigaki-jima.

Cette espèce est endémique des îles Yaeyama dans l'archipel des îles Ryūkyū au Japon. Elle y vit sur les deux îles Iriomote-jima et Ishigaki-jima, qui ensemble ont une superficie d'un peu plus de 500 km2, principalement au sein des forêts naturelles humides et des arbustes. Elle se trouve également dans les prairies et les champs de canne à sucre et d'ananas mais en densité moindre. Ce serpent a un mode de vie nocturne et se rencontre aussi bien au sol que dans les arbres.

## Régime alimentaire et impact sélectif
Pareas iwasakii est une espèce dont le régime alimentaire se limite aux escargots et aux limaces, d'où son nom vernaculaire en anglais «  Iwasaki's snail-eater » (littéralement « le mangeur d'escargots d'Iwasaki »). La mâchoire du serpent est asymétrique, comportant plus de dents à droite (environ 25 dents contre 15 dents à gauche). Il oriente systématiquement son attaque sur les escargots par la droite afin d'insérer sa mâchoire inférieure dans l'ouverture de la coquille. La pression de sélection de ce prédateur sur les escargots du genre Satsuma (en) a conduit à une augmentation importante de la proportion d'escargots à coquille orientée sur la gauche, dits lévogyres ou senestres, par rapport aux escargots à coquille orientée sur la droite, dits dextrogyres ou dextres, car les deux formes ont des difficultés à s'accoupler entre elles. Cette proportion est une originalité locale, la forme lévogyre étant très rare à l'échelle mondiale,.

Pareas iwasakii et sa proie
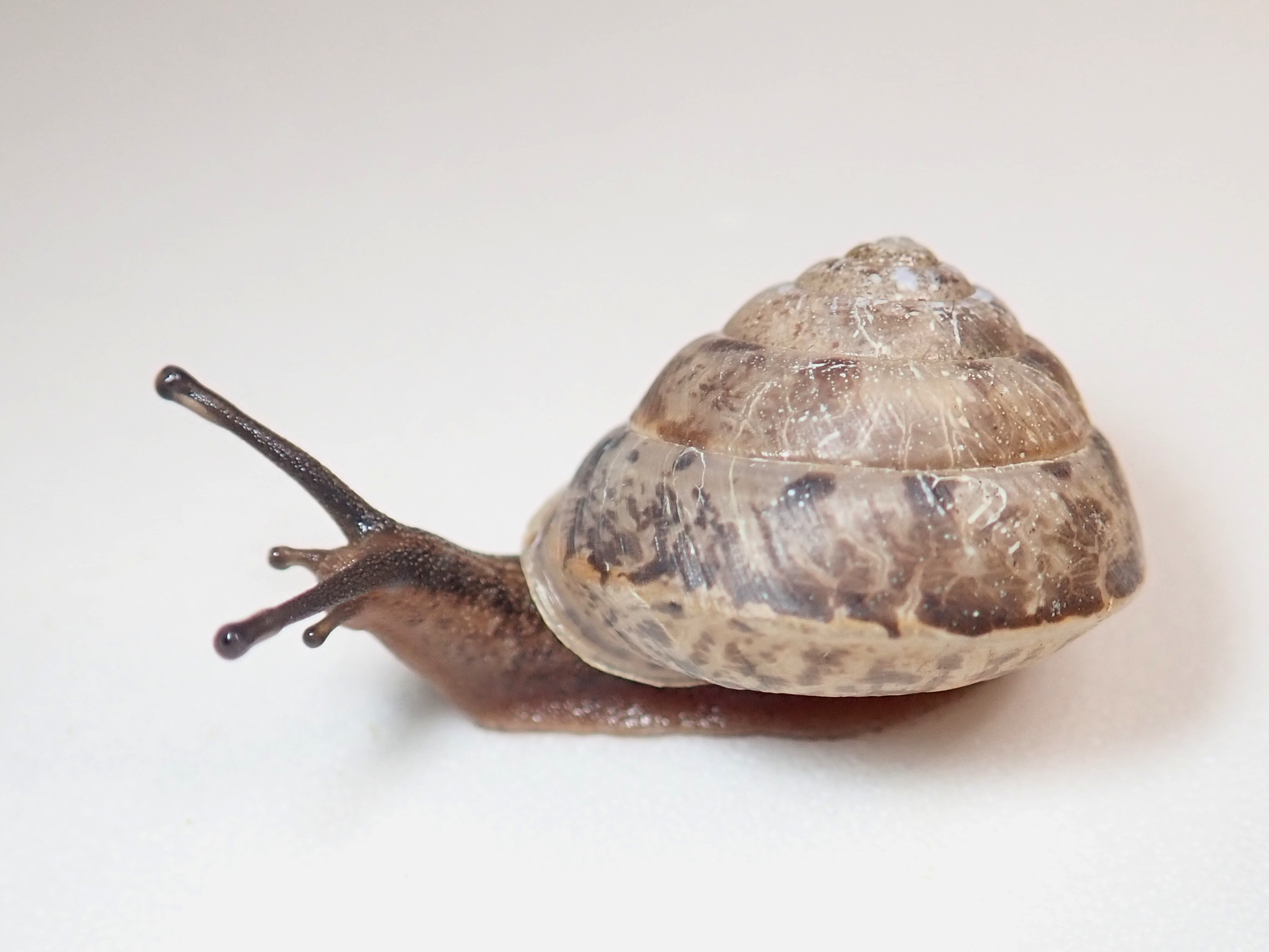
Satsuma japonica à la coquille orientée à droite dite dextrogyre.
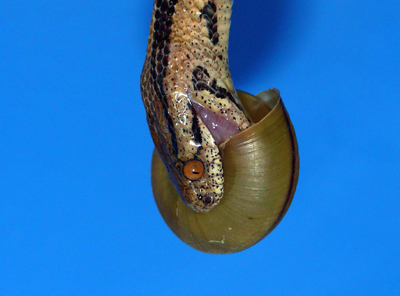
Repas.
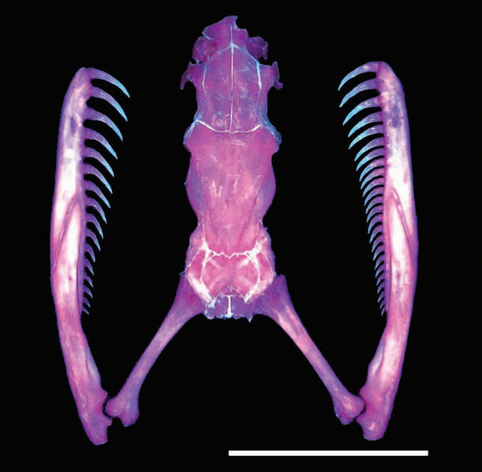
Asymétrie de la mâchoire (squelette).

## Protection
L'espèce est considérée comme peu commune et a tendance à se raréfier dans les zones agricoles, notamment les champs de canne à sucre. 
Elle est classée par l'IUCN sur la liste rouge des reptiles du Japon comme quasi menacée du fait de la prédation d'espèces de crapauds géants invasives, mais il est peu probable qu'elle soit en danger immédiat d'extinction. Une partie de son aire de répartition est incluse dans le parc national d'Iriomote-Ishigaki,.